# ミラクル少女リミットちゃん
『ミラクル少女リミットちゃん』 （ミラクルしょうじょリミットちゃん） は、永島慎二・ひろみプロダクション（現:おもちゃ箱）原作のSFサイボーグアニメ作品・漫画作品。1973年10月1日から1974年3月25日にかけてNET（現:テレビ朝日）系列で、毎週月曜日19時00分から19時30分に全25話が放送された。
一般には、東映魔女っ子シリーズ第6弾として扱われている。

## 概要
本作は、手塚プロアシスタント経験者らで構成された企画集団「ひろみプロ」が企画した「少女版SF変身物作品」を具体化したものである。月曜19時の放送枠での「女の子を視聴中心対象とした児童一般向けの企画」として、対案に『キューティーハニー』が出されていたが、コンペの結果、本作が月曜19時の放送作品に採用された。（『ハニー』は土曜20時30分枠にて放送された）当初の企画書には「正義を貫くと、一年しか延命できない寿命がさらに縮まる」といったハードな設定が存在していた。NETサイドはこうした設定がともすれば作品を陰鬱にすると考え、「女子児童向け」として少女物の要素を強くし、魔法少女物にみられる学園ドラマを物語の主軸として再構築した。キャラ原案として漫画家の永島慎二を迎え、小松原一男のデザインワークを経て、現行の形にまとめられた。
「サイボーグ少女」という画期的要素をもった本作であったが、先に述べたように、サイボーグの設定は延命や人間に戻すといったSF要素は薄められ、「リミット」の性格や心情に影を落とすことに向けられた。またサイボーグ化によって得られた「ミラクルパワー」は、単に魔法に代わる超能力のような扱いとなる。これが発揮されなくとも話が成立する平凡なドラマ作りが行われることになってしまい、結果、視聴率的にも振るわなかった。だが本作でみられた作劇の実験的手法は、のちの『魔女っ子メグちゃん』にて開花することになる。
2006年リリースの本作DVD-BOX解説書において「本作は魔法少女物というより、同枠前作の『バビル2世』や、『新造人間キャシャーン』、昨今の『新世紀エヴァンゲリオン』の流れに位置すべき作品として再評価されるべきであろう」という趣旨の解説が述べられている。
2008年3月から6月にかけては、東映チャンネルの「わくわく!!アニメタイム」にてニューマスター版での再放送が行われた。

### オープニングの冒頭の「ご挨拶」変更の経緯
オープニングの冒頭では、リミットがサイボーグであることを視聴者に分からせるよう、リミット自身による「ご挨拶」がある。放送時期により2種類存在する。
- 第1話から第7話の「サイボーグであることを気にしていない」趣旨のもの。
- 第8話から最終回の「サイボーグだから秘密の力がある」という趣旨のもの。

第8話以降の変更は、リミット自身の肉体的欠陥を卑下するような印象を避けるためだといわれ、NETで放送された別の番組にて差別的表現にクレームがつき、自主規制がなされた時期と重なっている。また、再放送では、第1話から第7話の物も使われている。
なお、2016年よりYouTubeに開設した「東映アニメーション創立60周年公式YouTubeチャンネル」より、本作の第1話が配信されているが、ご挨拶は第8話以降の物を使用している。

## ストーリー
サイボーグ研究の第一人者の父の手により、死の淵からサイボーグとしてよみがえった少女リミット。元来明るく心やさしい少女であるため、学園や身近に起こるトラブルを、自身が持つ「ミラクルパワー」と「七つ道具」でそれとなく解決していた。同級生らとは、時にはけんかや仲違いもあったが、今までと変わらない日々を過ごしていた。しかし身の回りに起こる事件が不思議な解決を見せることに、内心疑問を抱く者もあった。それは、リミットが自身の正体がばれて仲間外れになるのを恐れ、正体を秘密にしていたからだ。
人間ではないというコンプレックスに苦しみ悲しみにくれるリミット。父に自らの境遇を憂い、「ミラクルパワーは要らない、普通の人間になりたい」と当たることもあった。そのたびに、父の温かい励ましを受け、また身体への改良も加えられ、日々を明るく過ごすよう努めていた。父もまた、娘の願いを叶えるべく研究に尽力するのだった。
自身がサイボーグであることを嫌っていたリミットであったが、ある冬の日に出会った、ハンターに打たれ瀕死の重傷を負った白鳥の若鳥を救うため、サイボーグ手術を父に懇願し、父は無事手術を成功させる。この一件はリミットに、改めて人の英知と優しさを気づかせることとなった。
五年生の三学期が終わるころ、担任の乙姫先生が結婚退職することになった。相手は同じ学校の体育教師の坂田先生。その坂田先生がパンク修理中に崖に転落し身動きが取れなくなっていたところを、父の車で通りかかったリミットが、乙姫先生の前であるにもかかわらず、ミラクルパワーとフライングバッグを使って助けだす。自身の正体が親しい人に知れることをいとわず、ミラクルパワーを人助けに使うことをためらいなく選ぶほどに、リミットは心の成長を遂げていた。乙姫先生はリミットの秘密を胸にしまいこんで、小学校を後にした。

## 登場人物

### 主要キャラクター
西山 理美 / リミット
声 - 栗葉子
飛行機事故で瀕死の重傷を負ったが、科学者である父親の西山博士によってサイボーグ手術を受け、一命を取り留めるとともに、数々のミラクルパワーを得ることになったサイボーグ少女。現在は小学五年生として過ごしている、お転婆だが心やさしい少女。自身がサイボーグであることは秘密であり、自分がサイボーグであることを「心ない人形である」ととらえコンプレックスに思っているが、そのように悩むこと自体、人間らしいとも言える。カモフラージュ用に、食事を摂る機能もあり、食べた物は実は、超小型核融合炉の反応源として利用されている（当時の幼年誌上で、彼女の内部構造図が掲載されたことがある）。あまりに小さい核反応炉のために、発生する放射線も実に小さく、自然放射能程度のレベルしか発生しない。
赤いベレー帽に、白い幅広カラーを付けたノースリーブの黄色い上着、青いホットパンツと赤いロングブーツというファッションのコスチュームを愛用。ベレー帽、上着に付けたペンダント、ブーツ、通学用ナップザックなどコスチュームは実はそれぞれ七つ道具の一部である。
彼女の本名の「理美」が劇中で明らかになるのは、事故の回想によるエピソードのときだが、それ以外にも学級名簿にも明記されている。このことから、「リミット」はニックネームだと判る。
西山博士
声 - 柴田秀勝
リミットの父。サイボーグ研究の第一人者であり「西山科学研究所」の所長として後進の指導や研究に忙しい日々を送る。リミットは一人娘として大変可愛がっており、彼女の再人間化（企画書では延命）の研究のため、世界的研究機関「ロックフォラー研究所」所長へのスカウトを断るほど。リミットを身体的のみならず精神的にも支えてもいる。妻は、リミットが7歳のころに亡くしている。
トミさん
声 - 野沢雅子
妻、母のいない西山家に住み込みで働く家政婦。割烹着で過ごす姿は昔ながらのお手伝いさんを想起させる。博多弁を話すが38年間ハワイで過ごしており英語も時折混ざる。また結婚経験もあるという。大変な博学でもある。
グー
声 - 千々松幸子
ロボット犬。もともとはリミットの愛犬。リミットと同じく航空機事故に遭い絶命、ロボット（サイボーグ犬）としてよみがえる。
耳に当たる部分はアンテナと、太陽熱を吸収しエネルギーを得る（太陽光発電システムと思われるが、パイロットフィルムではこのように説明している。本編では太陽電池と説明）機能を持つ。このため太陽光がないとエネルギーを失い機能停止して眠ってしまう。足は伸縮自在で、プロペラに変形し空も飛べる。嗅覚に優れ、どんなにおいも嗅ぎ分ける。変身能力があり、腰の変身ベルトにあるスイッチを押すと変身することができる。
湯本 みどり
声 - 千々松幸子
「西山科学研究所」の所員で博士の助手。秘書も務める。所内でリミットがサイボーグであることを知る人物の一人。博士やリミットの信頼も厚い。

### クラスメイトとその関係者
浅見 信子
声 - 山本圭子
リミットの家の隣に住む幼馴染。ブーコの愛称を持つ。メガネにおさげが特徴。少々おっちょこちょいだがおおらかな性格。
浅見 友男
声 - 山本嘉子
信子の弟。浅見家の長男で1年生。第1話ではボスに立ち向かうほどの活発な少年。普段はおっとりしたのんびり屋で忘れん坊。忘れ物の多さからエラーマンとのあだ名が付けられた。
チー坊
声 - 坪井章子
浅見家の二男で、まだおしゃぶりが離せず言葉も片言の幼児。リミットのミラクルパワーを何度も目撃し、それを皆に伝えたがっている。第3話ではそれがもとで騒動を起こす。
栗本 ジュン
声 - 神谷明 / 塩屋翼 / 山本圭子
サッカー部員で学校でのあこがれの存在。ボスの横暴な態度にも果敢に挑む。解体工場へ運ばれるSLの写真を収めるなど、機関車マニアの一面も持つ。
石橋 隆太
声 - 肝付兼太
通称ボス。クラスのガキ大将。与三郎と一円という子分を従えている。ただの乱暴者ということもなく、弱者には情けをかけることも。また妹思いでもある。
石橋 綾子
声 - 小沢かおる / 千々松幸子
ボスの妹。ボスとは似ても似つかぬ、聡明でお淑やかな、やさしい少女。名門フランセーヌ学園に通う才女でもある。友男は彼女に一目ぼれした。
与三郎
声 - 野沢雅子
ボスの子分。小柄で知恵袋的な存在。
一円
声 - 山田俊司
同じくボスの子分。頭に一円ハゲが有るのでそう呼ばれる。長身で頭はあまり良くないが、ひらめくと一円ハゲが光る。
竹下 光子
声 - 吉田理保子 / 千々松幸子
第4話から登場した転校生。竹下産業社長の娘。裕福な家庭でわがままに育つ。リミットをライバル視しており、取り巻きとともに何かと張り合う。飼っている犬はドーベルマン。
光子の父・竹下社長は。第6話にてわずかながら登場シーンがある。葉巻をくわえた恰幅の良い男性の姿で描かれている。
光子の取り巻きたち
光子といつも一緒にいる4人組。体格が太めの女子児童・背が低く眼鏡をかけた女子児童・長身の女子児童・眼鏡をかけた男子児童（通称「メガネ」。声：千々松幸子）の4人で構成されている。「メガネ」は情報屋的な存在。

### 先生
鈴木 圭子（乙姫先生）
声 - 坪井章子
リミットらが通う、日の出小学校5年1組の担任教諭。その美貌から児童や同僚からは、乙姫先生と呼ばれている。児童の自主性を重んじ、やさしいながらも時には厳しい態度で臨むことも。最終話ではメガネを外し、髪型も真ん中分けのおさげ髪から軽やかなセミロングにイメージチェンジし、改めて周囲を驚かせた。
坂田 金時（金時先生）
声 - 矢田耕司
日の出小学校の体育教諭。本編でも体育の授業を行っているシーンがある。熱血スパルタ教師でキントキのあだ名で呼ばれるが、その実児童思いの先生である。最終回では乙姫先生と結婚することになる。

## リミットの「ミラクルパワー（超能力）」と七つ道具
本作ではリミットがサイボーグ化したことにより得た能力を「ミラクルパワー」と呼んでおり、能力を使う都度リミットは、「ミラクル、（能力名）」と呼称して力を使用している。初期には「超能力」と呼称していた。また、七つ道具を装備し、場面に応じこれら道具も合わせて使用していた。
これら能力や道具が、従来の「魔法少女物の魔法」に相当するものとして、劇中で扱われている。
以下の説明は、パイロットフィルムや設定資料からの解説であり、本編や他の解説書とは若干説明が異なっている。

### ミラクルパワー
ミラクルパワーは、胸にあるマジックペンダントのダイヤルにより作動する。基本的な運動能力は常人より優れるため、器械体操やスケート、サッカー、野球など、より優れた技能でこなすことができる。記憶力、計算能力も優れている。第2話では電卓の集積回路がリミットの体に何らかの干渉を引き起こし、電子頭脳が一部機能不全に陥り頭痛や計算不能に陥る不具合があったが、改良により解消された。怪我は、作品中顔にアザができることが表現されている。
「サイボーグ」という表現を行っているが、第1話では透視図が描かれており、脳も含めかなりの部分が機械化されているように見える。作中、西山博士が「どんなに時間がかかっても命がけで元の体に戻す」という趣旨の発言をしている（第6話、第16話など）ことから、元の体に戻すにはこれまで以上の研究の進歩が必要であることが分かる。
パワー
大人の男性の3倍以上の力を発揮できるが、金庫の扉は破壊できなかった。また、フルパワーでも熊には歯が立たないらしい。
ジャンプ
垂直跳びで3mは楽に跳ぶことができる（作中ではフルパワーでなら10m程度跳んでいるようにも見える描写もある）。
ラン
フルスピードの自動車を追い越すことができる。

### 七つ道具
ミラクルパワーに関わるアイテムには、マジックペンダントに似たデザインがあしらわれているものがあり、その部分は機能の発動に大きく関与している。七つ道具といわれるが、この場合は「幾多の道具」の意味であり、次の8つが確認されている。
マジックペンダント
ミラクルパワーの使用に使うほか、「チェンジフェイス」機能により、ドレスチェンジや変装ができる。婦人警察官となって悪漢を懲らしめたり、ボスを指導したりしていた。
フライングバッグ
通常はショルダーバッグだが、本体より羽が生え、ロケットを噴射し、バッグのひもを持って空を飛ぶことができる。
マジックベレー
赤いベレー帽であるが、後頭部にはナイトキャップやサンタ帽を思わせる大きく突き出た部分がある。その先端は丸い意匠を持つ。やわらかいが、内部に小型テープレコーダー機能と、イオンロケットエンジンによる飛行能力をもち、超小型コンピューターにより自立航行・判断を行う、いわば「ロボット伝書鳩」である。先端の丸い意匠は、音声録再時はマイク兼スピーカー、飛行時は丸さが消えロケットノズルとなる。リミットが、研究所にいる西山博士に連絡を取りたい際に頻繁に使用した。ベレー帽の正面部にペンダントと同じ意匠があり、機能の切換や発動に用いられる。
ダンシングブーツ
赤いロングブーツであるが、つま先付近の外側のスイッチを押すと、ワルツやゴーゴーなどのダンスのステップを踏むことができる。また、サーチライト機能もあり、つま先内側のスイッチで作動する。踵の部分に黄色いリングが巻かれている。
フラワーリング
宝石の周りを花形のダイヤルで囲んだ指輪。ダイヤルを合わせると、花の香りや催眠作用のある香りなど、さまざまな作用をもたらす香りを芳香させることができる。宝石の台の部分は石の周りにペンダントと同じ意匠があしらわれている。普段着けていられない時は、バッグなどに忍ばせていることもある。
びっくりコインパース
ガマ口タイプの小銭入れ。泥棒に取られた際、犯人が開封しようとすると小銭が大量に射出され、犯人を撃退するブービートラップ付き（もりお竜が作画したテレビランド誌の漫画版にてのみ登場した機能で、本編では使用せず）。留め金部分がトラップの発動キー。本編では第9話にフライングバッグの中身として一瞬だが登場している。
透視コンパクト
コンパクト形の透視装置。コンパクトのふたから透視光線を照射し、30cm程度の壁を透視することができる。
リップクリーム
一見普通のリップクリームだが、これを使って何か書くと、あぶり出しをすることができる。第16話で誘拐された際、手紙に暗号を書き添えるために使用した。

## ナンジャモンジャの木
町外れの海が見える小高い丘に上に立っている巨木。作品に度々登場し、リミットの心情を表現するのに重要な役割を果たしていた。エンディングにも描かれている。
ナンジャモンジャの木という言葉そのものは、特に関東地方で一般的に言われる「樹種が不明の木」をさす言葉で、クスノキ、 ハルニレ、イヌザクラ や、ヒトツバタゴなどが、こう呼ばれることがある。本作においてその樹形はクスノキに似るが幹はまっすぐであり、樹種の特定はできない。

## スタッフ
- 企画 - 高見義雄
- 原作 - 永島慎二、ひろみプロダクション
- 漫画 - 池原成利、奥村真理子、志村みどり
- キャラクターデザイン - 小松原一男
- 背景 - スタジオコスモス、サンアートスタジオ、ムツゴロー、アトリエローク、他
- タバック
  - 録音 - 二宮健治
  - 撮影 - 目黒宏、片山幸男、平尾三喜、菅谷英夫、他
  - 編集 - 古村均、井関保雄
- 音楽 - 菊池俊輔
- 選曲 - 宮下滋
- NETプロデューサー - 宮崎慎一、小澤英輔
- 製作担当 - 江藤昌治、三沢徹夫
- 制作 - 東映、NET

## 主題歌
オープニングテーマ - 「幸わせを呼ぶリミットちゃん」
作詞 - 岩谷時子 / 作曲・編曲 - 菊池俊輔 / 歌 - 大杉久美子、ヤング・フレッシュ
- ソノシートなどでは「幸せを呼ぶリミットちゃん」という表記も見られる。映像の歌詞字幕では「幸わせ」というふりがな（本来は誤記）が見られる。

エンディングテーマ - 「センチなリミットちゃん」
作詞 - 岩谷時子 / 作曲・編曲 - 菊池俊輔 / 歌 - 大杉久美子

## 各話リスト
| 話数 | 放送日         | サブタイトル                 | 脚本     | 演出              | 作画監督   | 美術     |
| ---- | -------------- | ---------------------------- | -------- | ----------------- | ---------- | -------- |
| 1    | 1973年 10月1日 | おてんばさんこんにちわ       | 辻真先   | 田宮武            | 小松原一男 | 山崎誠   |
| 2    | 10月8日        | なんだかへんだぞ             | 雪室俊一 | 明比正行          | 菊池城二   | 土田勇   |
| 3    | 10月15日       | 見られちゃったワ!?           | 雪室俊一 | 大谷恒清          | 奥山玲子   | 山崎誠   |
| 4    | 10月22日       | 転校生はライバル             | 原麻紀夫 | 古沢日出夫        | 不破八芳   | 内川文広 |
| 5    | 10月29日       | ぼくのおヨメさん             | 雪室俊一 | 田宮武            | 岡田敏靖   | 土田勇   |
| 6    | 11月5日        | パパ大嫌い!!                 | 安藤豊弘 | 岡崎稔            | 端名貴勇   | 山崎誠   |
| 7    | 11月12日       | 落葉とバイオリン             | 辻真先   | 宮崎一哉          | 木暮輝夫   | 井岡雅宏 |
| 8    | 11月19日       | ほんとの秀才                 | 城山昇   | 明比正行          | 野田卓雄   | 内川文広 |
| 9    | 11月26日       | 変身!エラーマン              | 雪室俊一 | 宮崎一哉          | 江藤文男   | 山崎誠   |
| 10   | 12月3日        | 夢がいっぱいわたしのリュック | 安藤豊弘 | 岡崎稔            | 端名貴勇   | 内川文広 |
| 11   | 12月10日       | ボスのような男になりたい     | 城山昇   | 大谷恒清          | 木暮輝夫   | 内川文広 |
| 12   | 12月17日       | チャペルの天使               | 原麻紀夫 | 明比正行          | 小松原一男 | 土田勇   |
| 13   | 12月24日       | あの町この町暮れの町         | 安藤豊弘 | 山口康男          | 田島実     | 山崎誠   |
| 14   | 1974年 1月7日  | それでも女の子               | 雪室俊一 | 笠井由勝          | 江藤文男   | 内川文広 |
| 15   | 1月14日        | 学校裏門なみだ門             | 雪室俊一 | 茂野一清          | 角田紘一   | 山崎誠   |
| 16   | 1月21日        | 誘拐                         | 城山昇   | 岡崎稔            | 端名貴勇   | 山崎誠   |
| 17   | 1月28日        | おんどりのタマゴ             | 雪室俊一 | 大谷恒清          | 木暮輝夫   | 土田勇   |
| 18   | 2月4日         | 乙姫先生大ピンチ             | 原麻紀夫 | 笠井由勝          | 江藤文男   | 山崎誠   |
| 19   | 2月11日        | 幻の狼                       | 原麻紀夫 | 岡崎稔            | 端名貴勇   | 内川文広 |
| 20   | 2月18日        | スケートの女神               | 辻真先   | 勝間田具治        | 小松原一男 | 福本智雄 |
| 21   | 2月25日        | 消えたマジックベレー         | 雪室俊一 | 明比正行 遠藤勇二 | 上村栄司   | 内川文広 |
| 22   | 3月4日         | 春を呼ぶ愛の歌               | 安藤豊弘 | 山口康男          | 木暮輝夫   | 土田勇   |
| 23   | 3月11日        | 走れラクガキ鉄道             | 雪室俊一 | 明比正行          | 江藤文男   | 山崎誠   |
| 24   | 3月18日        | さよならキャプテン           | 原麻紀夫 | 岡崎稔            | 端名貴勇   | 内川文広 |
| 25   | 3月25日        | おめでとう先生               | 雪室俊一 | 山口康男          | 木暮輝夫   | 山崎誠   |

1973年12月31日は『ビッグスペシャル』の年末企画「ドリフの爆笑'73年大行進」（19:00 - 20:55）のため休止。

## 放送局
- NET（制作局）：月曜 19:00 - 19:30
- 北海道テレビ：月曜 19:00 - 19:30[8]
- 青森テレビ：月曜 18:00 - 18:30[9]
- テレビ岩手：日曜 11:00 - 11:30[10]
- 秋田放送：月曜 17:00 - 17:30[11]
- 山形放送：月曜 17:00 - 17:30[12]
- 宮城テレビ：月曜 19:00 - 19:30[13]
- 福島中央テレビ：月曜 19:00 - 19:30[14]
- 新潟総合テレビ：月曜 19:00 - 19:30[15]
- 北日本放送
- 北陸放送：木曜 17:25 - 17:55[16]
- 山梨放送
- 長野放送
- 静岡放送
- 名古屋テレビ：月曜 19:00 - 19:30[17]
- 毎日放送：月曜 19:00 - 19:30[18]
- 山陰放送：日曜 8:00 - 8:30（1974年3月まで）[19] → 水曜 18:00 - 18:30（1974年4月から）[20]
- テレビ岡山：月曜 19:00 - 19:30[21]
- 広島ホームテレビ：月曜 19:00 - 19:30[21]
- 山口放送：日曜 9:00 - 9:30[22]
- 瀬戸内海放送：月曜 19:00 - 19:30[21]
- 九州朝日放送：月曜 19:00 - 19:30[23]
- 長崎放送：月曜 18:00 - 18:30[23]
- 熊本放送
- テレビ大分：月曜 19:00 - 19:30[24]
- 宮崎放送：火曜 18:00 - 18:30[25]
- 鹿児島テレビ：月曜 19:00 - 19:30[26]
- 沖縄テレビ

ほか

## 劇場版
1974年3月16日に劇場公開された『東映まんがまつり』で第5話のブローアップ版が上映された。上映されたのは第5話だが、「ご挨拶」は上映時期に合わせて、第8話以降のものが使われた。併映は『きかんしゃやえもん D51の大冒険』『飛び出す立体映画 イナズマン』『マジンガーZ対ドクターヘル』『仮面ライダーX』『キューティーハニー』の5本。魔女っ子が2本も並ぶのは唯一。

## 漫画
本作品の漫画化作品だが、漫画化作品の学年誌への連載開始は1973年8月発売の9月号で、同年10月のアニメ作品放送開始よりも早いという逆転が起きている。設定がまだ固まらない段階で当時の番組紹介雑誌などに掲載されたため、リミットの本名や事故原因、母の死別時期などに違いがみられる。
掲載誌
いずれも連載期間は1973年（昭和48年）9月号から1974年（昭和49年）3月号。なお、単行本化はされていない。また、永島慎二作画による漫画連載は行われなかった。
- 小学一年生 - 作画は池原成利。当時、ひろみプロダクション所属。
- 小学二年生 - 作画は白樺まり（1973年9月号、10月号）、 奥村真理子（1973年11月号以降）。ここではリミットの本名を「西山利美」としている。
- 小学三年生 - 作画は池原成利。
- 小学四年生 - 作画は志村みどり。

以下の2誌における連載期間は不明。
- 週刊少女コミック - 作画は美紀かおり。
- テレビランド - 作画はもりお竜。学習雑誌版と同じ内容の第1話で始まったが、2話以降は全くの別の内容となった。コインパースは本誌版のみのアイテム。

## 関連商品

### EP
コロムビアよりEP盤のジャンボ・ジャケット装丁版で発売。
- 幸わせを呼ぶリミットちゃん / センチなリミットちゃん （1973年10月） SCS-715

### CD
コロムビアより発売。アニメ本編が長らく映像ソフト化されなかったのに対し、主題歌と副主題歌は1990年代半ばごろから度々CD化されていた。1960年代から1970年代のいわゆる「東映動画魔法少女アニメ」の主題歌などを収録したCDには本作の主題歌なども含まれた。
- 魔女っ子大作戦 スペシャル・ソング・コレクション （1999年1月21日発売 CD1枚・総24曲アルバムに収録） COCX-30267
  - オープニングとエンディングの主題歌を収録。
- 歌いつがれる少女の夢 東映動画 魔法少女アニメ全集  （1994年8月21日発売 CD2枚アルバムに収録） COCC-11865/6
  - オープニングとエンディングの主題歌を収録。

### DVD
発売元：株式会社アイ・シー・エフ 販売元：コロムビア
DVD-BOX
2006年2月1日発売、XT-2180-2184
- ミラクル少女リミットちゃん 1・2・3 （DISK1：第1話 - 第5話、DISK2：第6話 - 第10話、DISK3：第11話 - 第15話まで収録）
- ミラクル少女リミットちゃん 4・5 （DISK4：第16話 - 第20話、DISK5：第21話 - 第25話まで収録）